# 22 mei
22 mei is de 142ste dag van het jaar (143ste dag in een schrikkeljaar) in de gregoriaanse kalender. Hierna volgen nog 223 dagen tot het einde van het jaar.

## Gebeurtenissen
- Algemeen

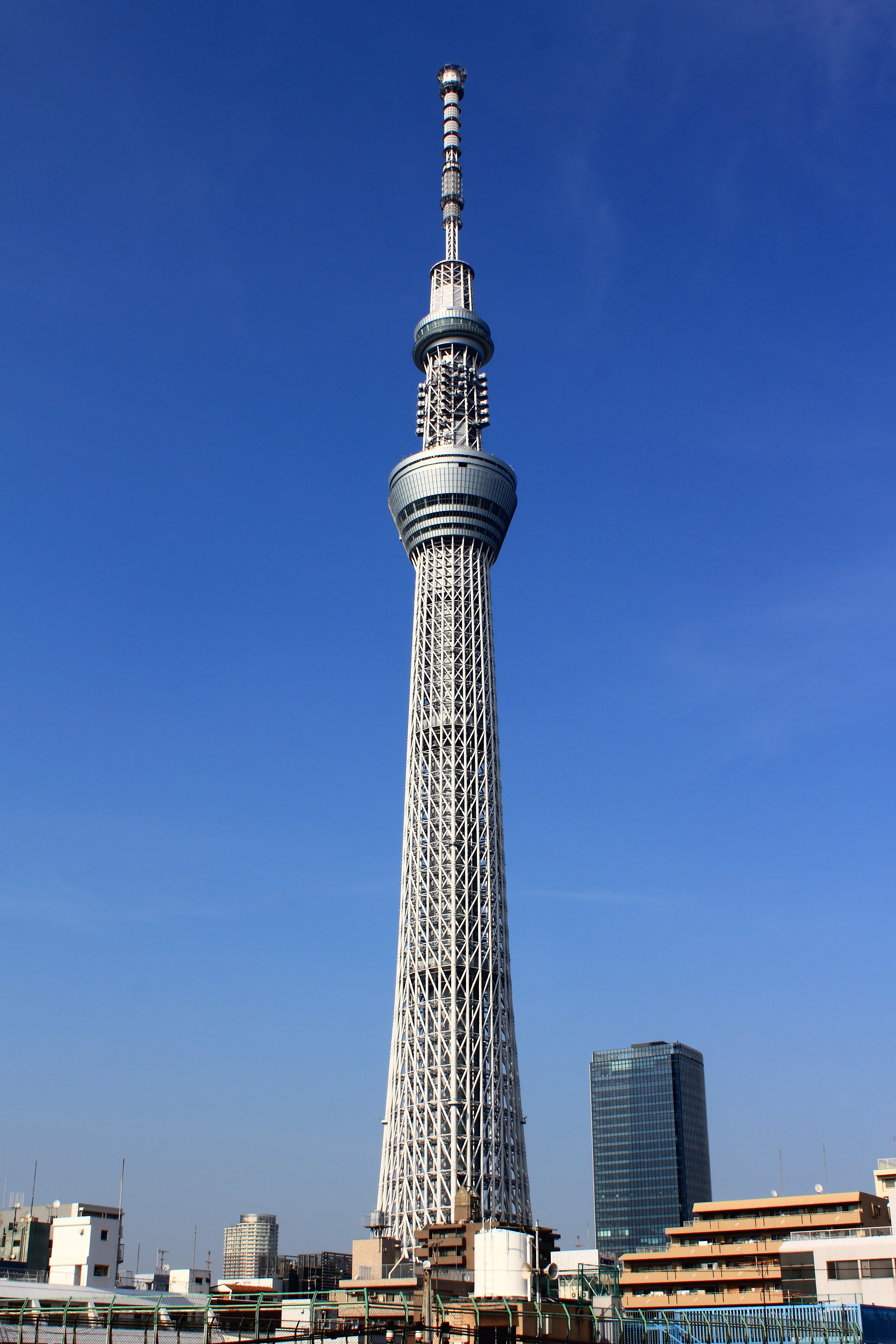
Tokyo Sky Tree
geopend in 2012

  - 1960 - Het zuiden van Chili wordt getroffen door een aardbeving met een kracht van 9,5 op de schaal van Richter. Deze Grote Chileense aardbeving is de sterkste ooit gemeten.
  - 1967 - Het warenhuis Innovation in het centrum van Brussel brandt volledig uit. Het is de meest rampzalige brand in de Belgische geschiedenis met 323 doden en vermisten en 150 gewonden.
  - 1977 - Bij een nachtelijke brand in hotel Hertog van Brabant in Brussel komen 17 mensen om het leven.
  - 1981 - Een Londense rechtbank veroordeelt de 'Yorkshire Ripper', die 13 vrouwen op gruwelijke wijze om het leven bracht, tot levenslang.
  - 1984 - Bij een bomaanslag op het kantoor van de Hondurese luchtvaartmaatschappij Satisa in de Colombiaanse hoofdstad Bogota komen twee mensen om het leven.
  - 1984 - Bij voedselrellen in Cap Haitien komen drie mensen om het leven.
  - 1995 - Shell probeert voor de kust van Schotland het olieplatform Brent Spar te ontruimen. Leden van de milieu-organisatie Greenpeace houden het platform al enige tijd bezet.
  - 1995 - Bij het vleesconcern Coveco verdwijnen ongeveer 330 banen. Voor de meeste werknemers dreigt gedwongen ontslag.
  - 2010 - Air India Express-vlucht 812 stort in India neer. Er vallen 158 doden.
  - 2012 - Het hoogste bouwwerk van Japan, de televisietoren Tokyo Skytree wordt geopend.
  - 2017 - Bij een aanslag in Manchester komen 22 mensen om het leven bij een concert van Ariana Grande.
  - 2023 - Meta, het moederbedrijf achter Facebook, krijgt een boete van 1,2 miljard euro van de Europese Unie wegens het schenden van de Europese gegevensbeschermingsregels.[1]
- Kunst en cultuur
  - 2021 - Het Eurovisiesongfestival 2021 vindt plaats in Rotterdam. Italië wint met de rockband Måneskin en volgt Duncan Laurence op.
- Oorlog
  - 1455 - In Engeland wordt de Eerste Slag bij St Albans uitgevochten, de eerste slag van de Rozenoorlogen.
  - 1942 - Mexico verklaart de oorlog aan Duitsland, Italië en Japan.
  - 1945 - In een massagraf op het strand van Texel worden tien Texelaars en zeventig Georgiërs gevonden, allen geëxecuteerd tijdens de Opstand van de Georgiërs.
  - 1957 - Per ongeluk droppen de Amerikanen een waterstofbom boven onbewoond gebied in New Mexico.
  - 1995 - De Tsjetsjeense president Dzjochar Doedajev en de Russische autoriteiten besluiten volgens een woordvoerder van de OVSE-missie in Grozny onderhandelingen te beginnen over een politieke oplossing van het conflict in de Kaukasusrepubliek.
  - 2001 - De Congolese Bevrijdingsbeweging (MLC) zegt haar strijders per 1 juni terug te trekken van het front in Noord-Congo.
  - 2003 - Vijf schepen van de Indonesische marine bombarderen het eilandje Nias voor de kust van Atjeh.
  - 2010 - Meer dan honderd Duitse huurlingen mengen zich in het conflict in Somalië. Ze zijn ingehuurd door de Somalische krijgsheer/politicus Galadid Abdinur Ahmad Darman.

- Politiek

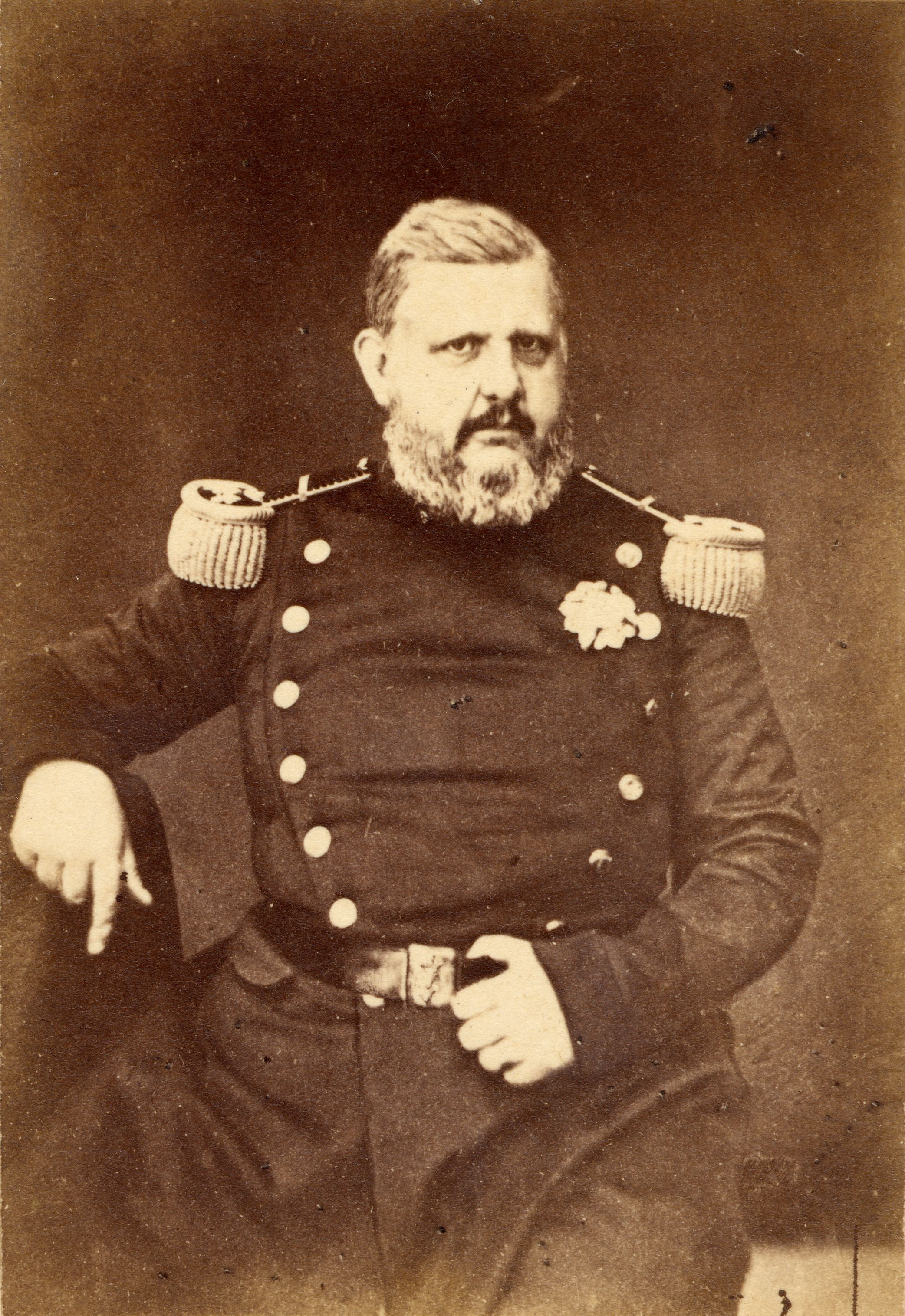
Ferdinand II

  - 556 v.Chr. - De jonge prins Labashi-Marduk volgt zijn vader Neriglissar op als koning van Babylon.
  - 337 - Keizer Constantijn de Grote overlijdt, het Romeinse Rijk wordt door zijn drie zoons verdeeld: Constantijn II, Constantius II en Constans I.
  - 1176 - De Assassijnen doen een moordpoging op Saladin bij Aleppo.
  - 1705 - Begin van de regeerperiode van de Vietnamese keizer Bao Thai.
  - 1859 - Frans II volgt Ferdinand II op als koning der Beide Siciliën
  - 1939 - Duitsland en Italië sluiten het Staalpact.
  - 1972 - Ceylon wordt een republiek onder de naam Sri Lanka. Gouverneur-generaal William Gopallawa wordt de eerste president.
  - 1990 - Noord- en Zuid-Jemen worden herenigd tot de republiek Jemen.
  - 1995 - Amnesty International uit kritiek op Roemenië, dat volgens de mensenrechtenorganisatie haar zigeunerminderheid slecht beschermt, gevangenen mishandelt en burgers arresteert wegens homoseksuele handelingen.
  - 2003 - De Veiligheidsraad neemt resolutie 1483 aan die voorziet in de instelling van een "stabilisatiemacht" in Irak ("SFIR"), en heft sancties tegen Irak op.
  - 2004 - Manmohan Singh wordt minister-president van India als opvolger van Atal Bihari Vajpayee.
  - 2004 - Huwelijk van kroonprins Felipe van Spanje en Letizia Ortiz Rocasolano in Madrid.
- Religie
  - 1712 - Heiligverklaring van paus Pius V.
  - 1876 - Splitsing van het Apostolisch vicariaat Japan in de apostolische vicariaten Noord-Japan, Centraal-Japan en Zuid-Japan.
  - 1939 - Onthulling van het grafmonument voor kardinaal Willem Marinus van Rossum in de Kloosterkerk te Wittem door kardinaal Pietro Fumasoni Biondi, zijn opvolger als prefect van de Propaganda Fide.
  - 1994 - Met zijn Apostolische brief Ordinatio Sacerdotalis werpt paus Johannes Paulus II een onoverkomelijke dam op tegen de priesterwijding van vrouwen.
  - 2002 - Paus Johannes Paulus II brengt een tweedaags bezoek aan Azerbeidzjan.
- Sport
  - 1972 - Ton Sijbrands wordt wereldkampioen dammen.
  - 1976 - Guy Thys wordt bondscoach van het Belgisch nationale voetbalteam.
  - 1976 - Het Nederlands voetbalelftal verslaat België in Brussel met 2-1 in de kwalificatiereeks voor het EK voetbal 1976 door treffers van Johnny Rep en Johan Cruijff.
  - 1979 - In een herhaling van de WK-finale van 1978 blijven Nederland en Argentinië in Bern steken op een 0-0 gelijkspel. De Zuid-Amerikanen winnen het oefenduel na het nemen van strafschoppen (8-7). Jan Peters van AZ'67 en Jan Peters van Feyenoord missen allebei een penalty. Ajacied Simon Tahamata maakt zijn debuut voor Oranje.
  - 1987 - Gastland Nieuw-Zeeland opent het eerste officiële wereldkampioenschap rugby met een 70-6 overwinning op Italië in het Eden Park-stadion in Auckland.
  - 1994 - Nederland eindigt met vijf medailles, waaronder drie gouden, als tweede in het medailleklassement bij de EK judo in Gdańsk, achter Rusland.
  - 2004 - Amsterdam prolongeert de landstitel in de Nederlandse hockeyhoofdklasse door HC Bloemendaal met 3-0 te verslaan in de tweede wedstrijd uit de finale van de play-offs.
  - 2010 - Internazionale wint in Madrid de UEFA Champions League door met 2-0 te winnen van FC Bayern München.
  - 2014 - De Nederlandse darter Raymond van Barneveld wint de Premier League Darts 2014 door in de finale met 10-6 te winnen van zijn landgenoot Michael van Gerwen.
  - 2016 - Heracles Almelo wint in de play-offs van FC Utrecht en plaatst zich voor het eerst in de clubhistorie voor Europees voetbal.
  - 2016 - Go Ahead Eagles promoveert na een afwezigheid van een jaar naar de Eredivisie.
  - 2016 - De Nederlandse wielrenner Pieter Weening schrijft de Ronde van Noorwegen op zijn naam.
  - 2019 - Na een verblijf van 5 jaar Eredivisie degradeert Excelsior weer.
- Wetenschap en technologie
  - 1828 - In Zeeland wordt begonnen met geregelde veerdiensten.
  - 1911 - In de Duitse havenstad Kiel loopt de Kaiser van stapel, het eerste turbine-lijnschip ter wereld.
  - 1962 - De telefooncentrale van Warffum wordt als laatste aangesloten op het Nederlandse geautomatiseerde net, waarmee Nederland na Zwitserland het tweede volledig automatisch bellende land werd.[2]
  - 1973 - Uitvinding van het ethernet-netwerk door Robert Metcalfe.
  - 2006 - Staatsbosbeheer in Nederland meldt dat de zeearend in de Oostvaardersplassen broedt.
  - 2012 - SpaceX lanceert een Falcon 9-raket met een Dragon-capsule; dit is de eerste commerciële vlucht naar het internationaal ruimtestation ISS. Het belangrijkste doel van de missie is aantonen dat het ruimtevaartuig geschikt is voor het transport van goederen naar het ruimtestation.[3]
  - 2023 - Ruim 15 uur na lancering van Axiom Mission 2 koppelt het Dragon ruimtevaartuig met het ISS.[4]

## Geboren

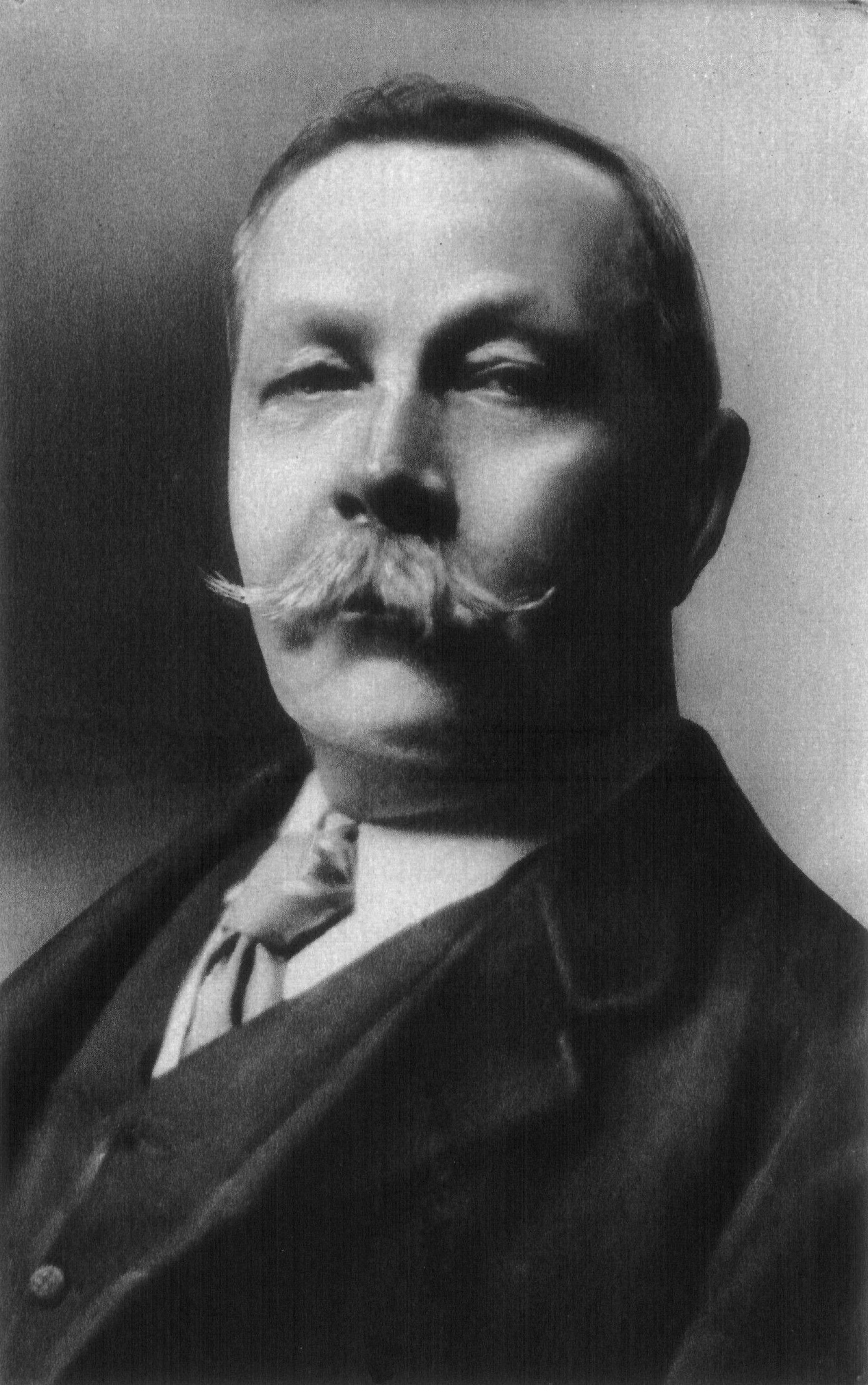
Arthur Conan Doyle
geboren in 1859

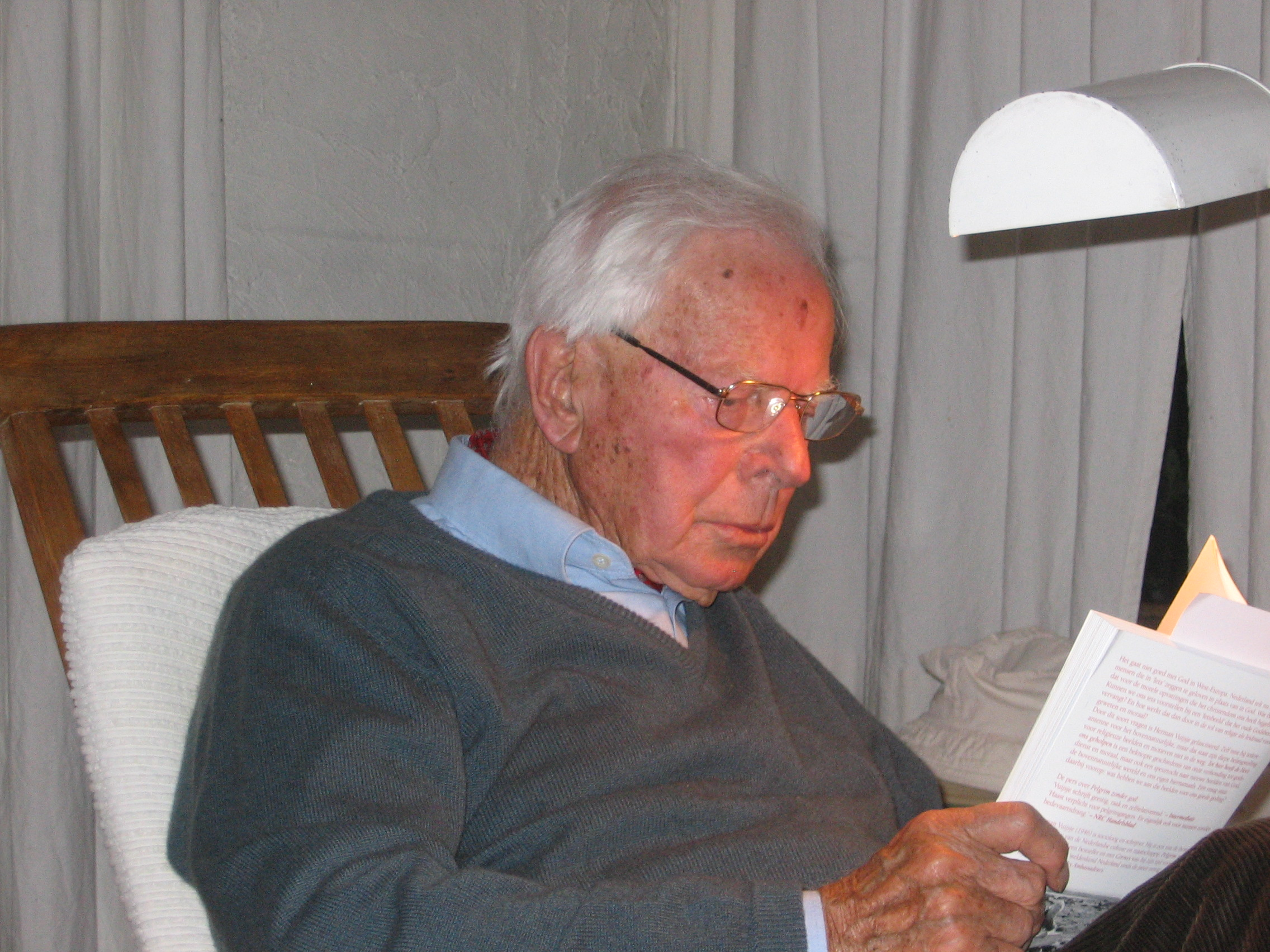
Max Kohnstamm
geboren in 1914

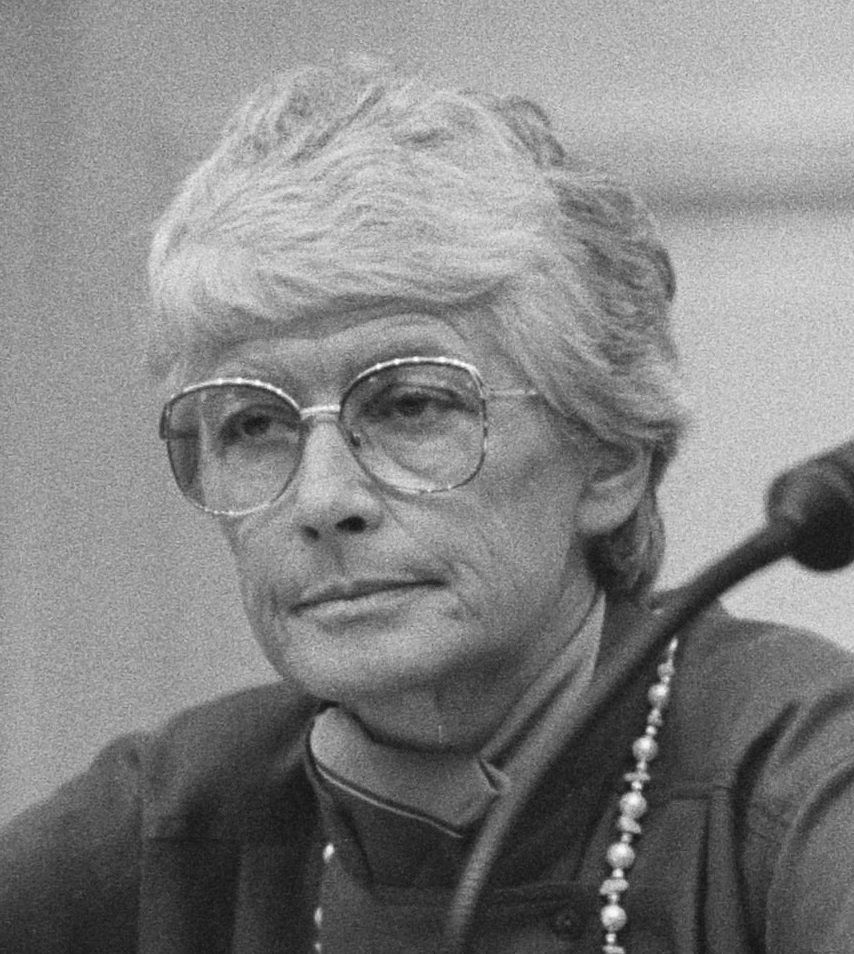
Dieuwke de Graaff-Nauta
geboren in 1930

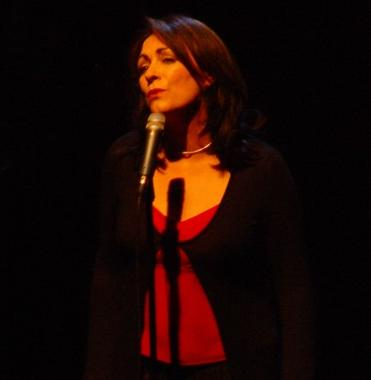
Mary Black
geboren in 1955

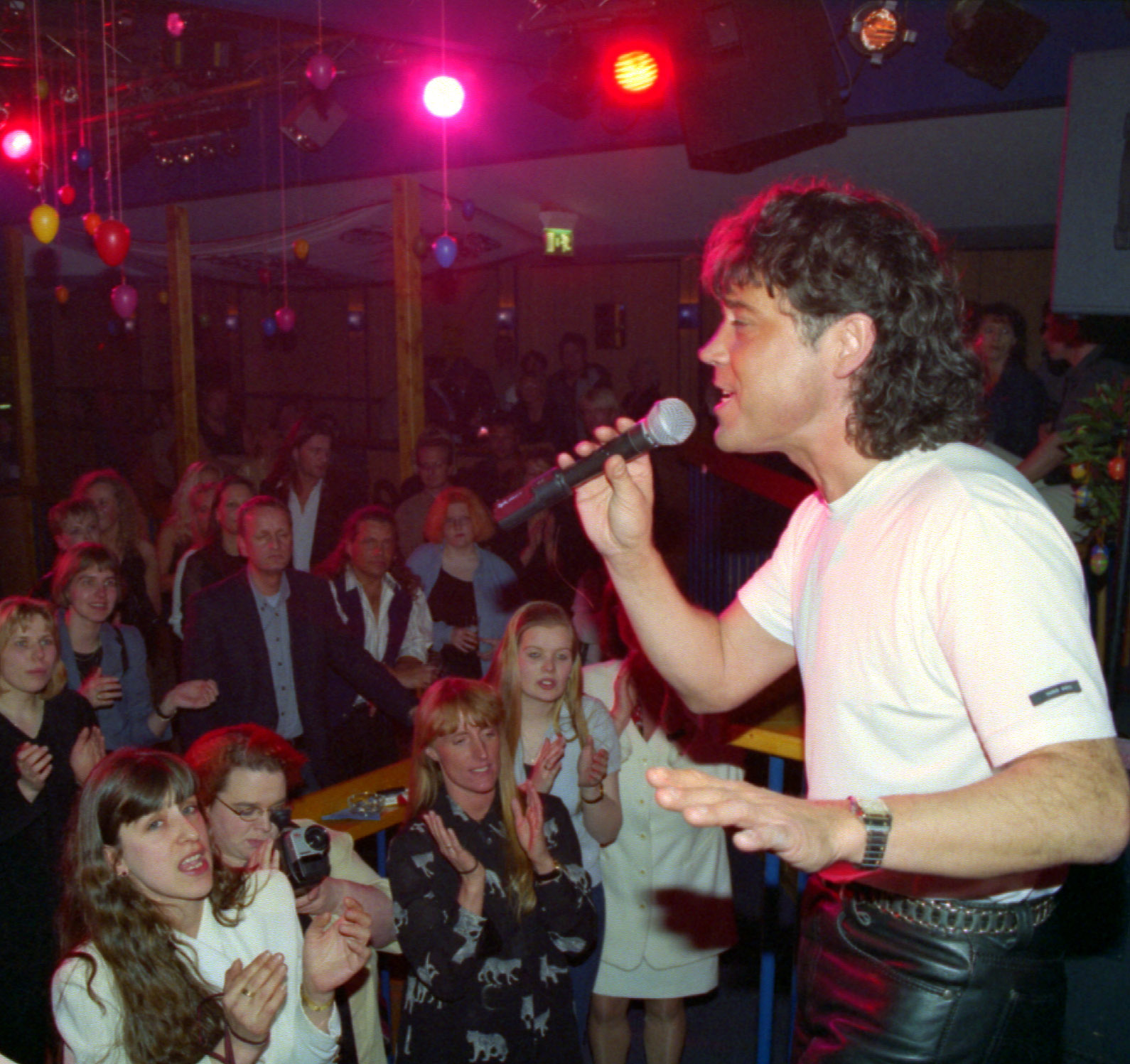
Dennie Christian
geboren in 1956

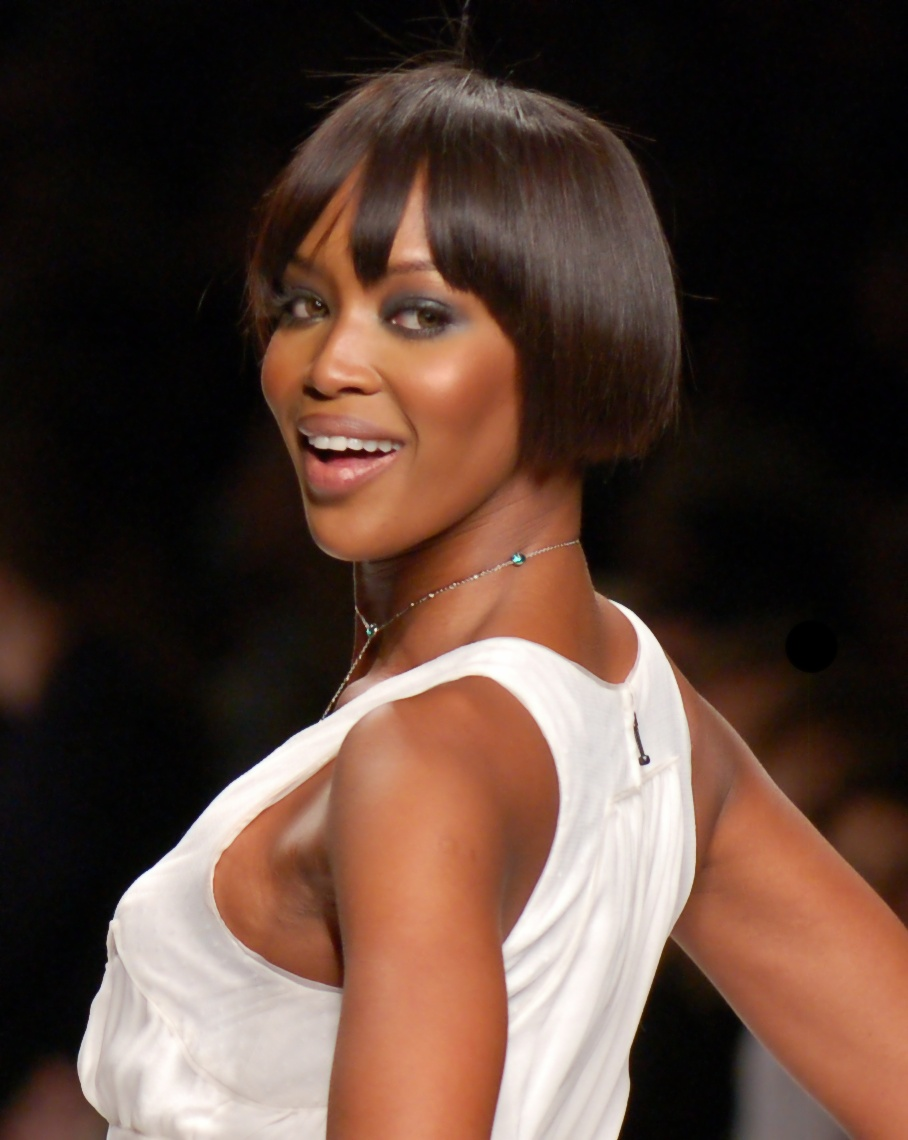
Naomi Campbell
geboren in 1970

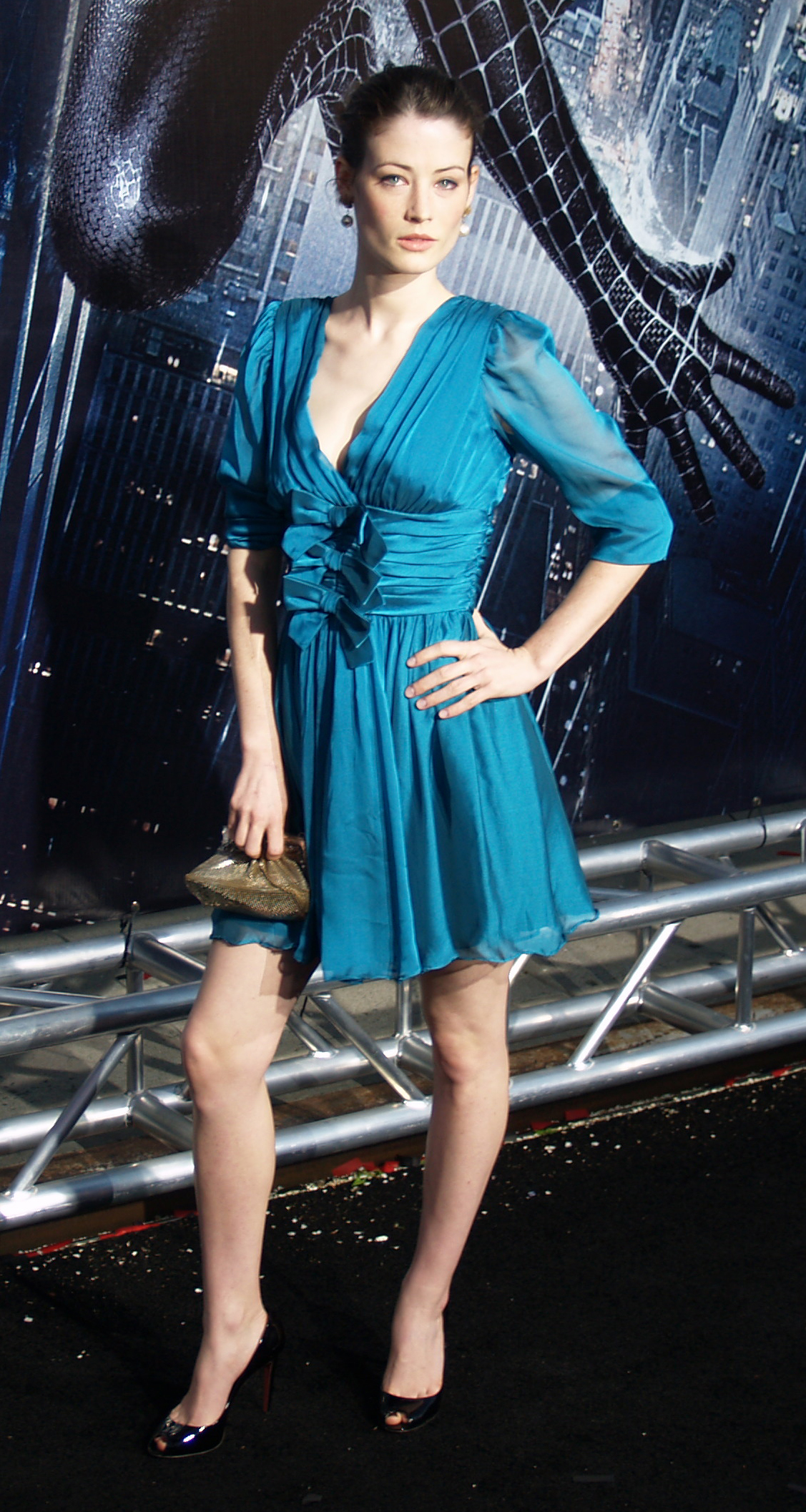
Lucy Gordon
geboren in 1980

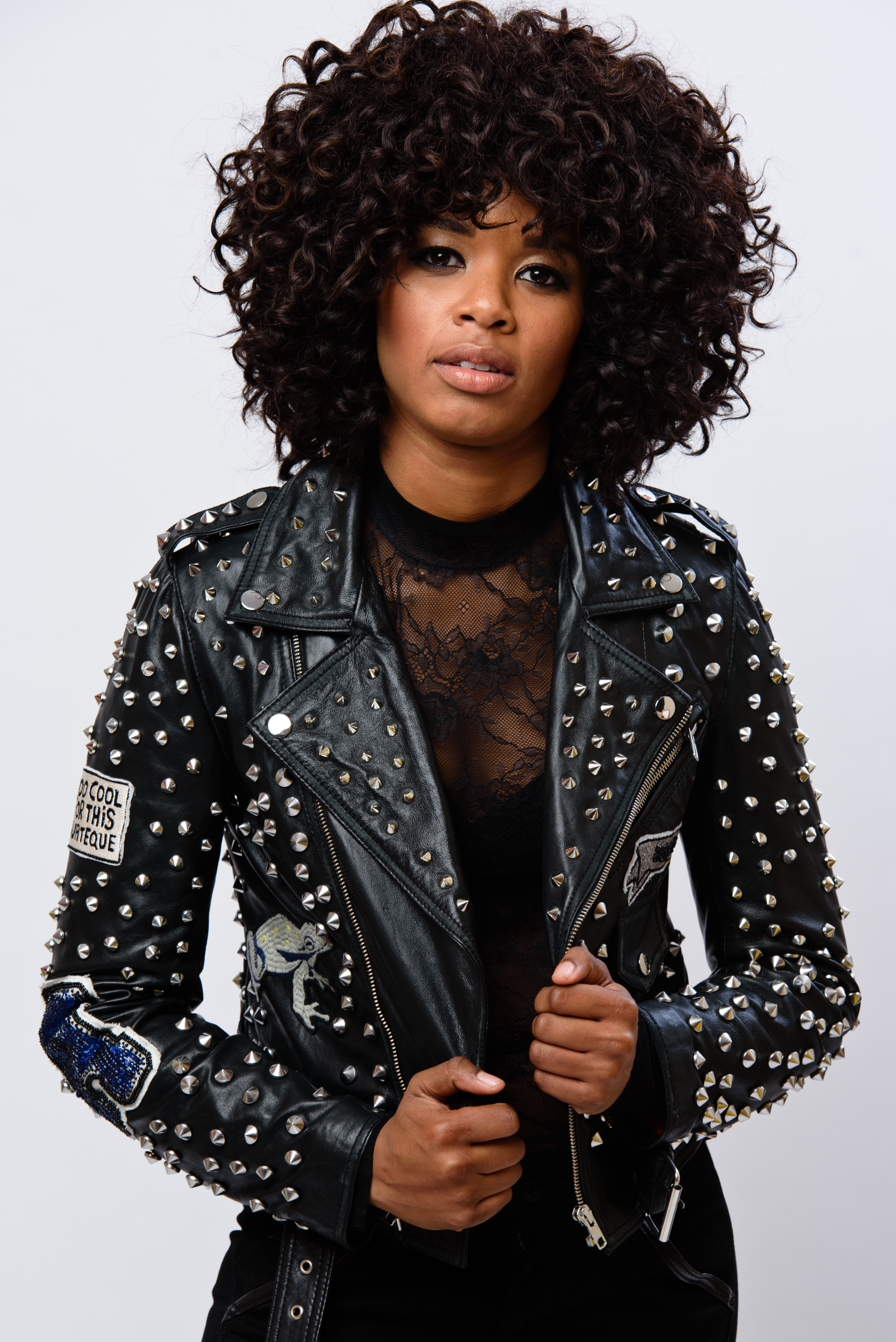
Shary-An Nivillac
geboren in 1992

- 1606 - Wouter van Twiller, Nederlands gouverneur van Nieuw-Nederland (overleden 1654)
- 1644 - Gabriël Grupello, Belgisch beeldhouwer (overleden 1730)
- 1650 - Richard Brakenburg, Nederlands kunstschilder (overleden 1702)
- 1762 - Henry Bathurst, 3e graaf van Bathurst en Brits politicus (overleden 1834)
- 1770 - Prinses Elizabeth, prinses van het Verenigd Koninkrijk (overleden 1840)
- 1813 - Johan Joseph Faict, Belgisch bisschop van Brugge (overleden 1894)
- 1813 - Richard Wagner, Duits componist (overleden 1883)
- 1859 - Sir Arthur Conan Doyle, Brits arts en schrijver (overleden 1930)
- 1867 - Julio Nakpil, Filipijns componist en revolutionair strijder (overleden 1960)
- 1874 - Erhard Auer, Duits politicus (overleden 1945)
- 1876 - Antoine Bouwens, Nederlands sportschutter (overleden 1963)
- 1881 - Mozes Salomon Vaz Dias, Nederlands journalist en oprichter van een persbureau (overleden 1963)
- 1886 - Georges Nélis, Belgisch oprichter van Sabena (overleden 1929)
- 1892 - Isabelle Blume, Belgisch politica (overleden 1975)
- 1895 - Roelof Dijksma, Nederlands tjasker- en molenbouwer (overleden 1975)
- 1899 - Bekir Refet, Turks voetballer (overleden 1977)
- 1904 - Anne de Vries, Nederlands schrijver en onderwijzer (overleden 1964)
- 1907 - Sir Laurence Olivier, Brits acteur en regisseur (overleden 1989)
- 1907 - Georges Remi, Belgisch striptekenaar bekend als Hergé en tekenaar van Kuifje (overleden 1983)
- 1910 - Pieter Kuhn, Nederlands striptekenaar (overleden 1966)
- 1911 - Anatol Rapoport, Amerikaans wiskundige (overleden 2007)
- 1912 - Hendrik Koekoek, Nederlands politicus (overleden 1987)
- 1913 - Dominique Rolin, Belgisch schrijfster (overleden 2012)
- 1914 - Gunnar Bengtsson, Zweeds auto- en rallycoureur (overleden 1996)
- 1914 - Herman Blount, Amerikaans jazzmuzikant (overleden 1993)
- 1914 - Max Kohnstamm, Nederlands historicus en diplomaat (overleden 2010)
- 1915 - Joe Barzda, Amerikaans autocoureur (overleden 1993)
- 1915 - Raymond Leblanc, Belgisch uitgever (overleden 2008)
- 1919 - Paul Vanden Boeynants, Belgisch politicus (overleden 2001)
- 1922 - Louis van Son, Nederlands politicus (overleden 1986)
- 1922 - Frans Vester, Nederlands fluitist (overleden 1987)
- 1923 - Max Velthuijs, Nederlands schrijver en tekenaar van kinderboeken (overleden 2005)
- 1924 - Charles Aznavour, Frans zanger, acteur en componist (overleden 2018)
- 1925 - Jean Tinguely, Zwitsers schilder en beeldhouwer (overleden 1991)
- 1927 - Michael Constantine, Amerikaans acteur (overleden 2021)
- 1927 - George Andrew Olah, Amerikaans scheikundige en Nobelprijswinnaar (overleden 2017)
- 1927 - Hanspeter Vogt, Zwitsers schaatser (overleden 2012)
- 1927 - Kees Winkler, Nederlands dichter (overleden 2004)
- 1929 - Sergio Mantovani, Italiaans autocoureur (overleden 2001)
- 1930 - Dieuwke de Graaff-Nauta, Nederlands onderwijzeres, lerares en politica (overleden 2008)
- 1931 - Robert Janssen, Nederlands boeddhist en psycholoog (overleden 2019)
- 1932 - Robert Spitzer, Amerikaans hoogleraar en psychiater (overleden 2015)
- 1933 - Abolhassan Bani Sadr, Iraans president (1980-1981) (overleden 2021)
- 1934 - Fred Roos, Amerikaans filmproducent (overleden 2024)
- 1934 - Herman Willemse, Nederlands zwemmer (overleden 2021)
- 1935 - Leonardo Del Vecchio, Italiaans zakenman (overleden 2022)
- 1935 - Han Meijer, Nederlands politicus
- 1936 - Peter van Lindonk, Nederlands uitgever en creatief denker (overleden 2013)
- 1937 - Facundo Cabral, Argentijns singer-songwriter (overleden 2011)
- 1937 - Paul Deprez, Belgisch politicus
- 1937 - Guy Marchand, Frans acteur, zanger en musicus (overleden 2023)
- 1937 - Viktor Ponedelnik, Russisch voetballer (overleden 2020)
- 1940 - Michael Sarrazin, Canadees acteur (overleden 2011)
- 1940 - Valère Steegmans, Belgisch judoka
- 1941 - Menzies Campbell, Brits politicus en atleet
- 1941 - Willie Chan, Hongkongs filmproducent (overleden 2017)
- 1942 - Peter Gomes, Amerikaans predikant en hoogleraar (overleden 2011)
- 1942 - Theodore Kaczynski, Amerikaans terrorist (overleden 2023)
- 1942 - Barbara Parkins, Canadees actrice
- 1942 - Dominique Walter, Frans zanger (overleden 2013)
- 1943 - Betty Williams, Noord-Iers vredesactiviste (overleden 2020)
- 1943 - Nico van Zoghel, Nederlands voetballer en voetbaltrainer
- 1944 - John Flanagan, Australisch schrijver
- 1946 - George Best, Noord-Iers voetballer (overleden 2005)
- 1946 - Howard Kendall, Engels voetballer en voetbalcoach (overleden 2015)
- 1946 - Hennie Kuijer, Nederlands radiopresentatrice
- 1946 - Shirley Zwerus, Nederlands zangeres
- 1947 - Christine Stückelberger, Zwitsers amazone
- 1948 - Nico Jan Wijsman, Nederlands politicus (overleden 2006)
- 1949 - Harry de Winter, Nederlands producent en programmamaker (overleden 2023)
- 1950 - Bernie Taupin, Engels-Amerikaans tekstdichter
- 1951 - Johan Verminnen, Belgisch zanger en liedjesschrijver
- 1952 - Waldemar Victorino, Uruguayaans voetballer (overleden 2023)
- 1953 - Paul Mariner, Engels voetballer en voetbalcoach (overleden 2021)
- 1954 - Shuji Nakamura, Japans Amerikaans natuurkundige en Nobelprijswinnaar
- 1954 - Jesús Reynaldo, Boliviaans voetballer
- 1955 - Mary Black, Iers zangeres
- 1955 - Jerry Dammers, Engels toetsenist
- 1955 - Vicente Juan Segura, Spaans geestelijke (overleden 2024)
- 1956 - Dennie Christian, Duits schlager-zanger
- 1956 - Anne-Marie Van Nuffel, Belgisch atlete
- 1957 - Albert Boonstra, Nederlands zwemmer
- 1957 - Jan Jaap Korevaar, Nederlands waterpoloër
- 1959 - Kenneth Brylle, Deens voetballer en voetbalcoach
- 1959 - Bas van Hout, Nederlands misdaadjournalist
- 1959 - Gerald van der Kaap, Nederlands fotograaf en beeldend kunstenaar
- 1959 - Steven Morrissey, Brits zanger
- 1960 - Victor Scheffers, Nederlands roeier
- 1961 - Dan Frost, Deens wielrenner
- 1962 - Yoshikazu Hiroshima, Japans voetbalscheidsrechter
- 1962 - Kris Cuppens, Belgisch acteur
- 1963 - Jolande Sap, Nederlands politica
- 1964 - Maja Oesova, Russisch kunstschaatsster
- 1965 - William Castro, Uruguayaans voetballer
- 1966 - Kevin Curtain, Australisch motorcoureur
- 1966 - Johnny Gill, Amerikaans zanger en songwriter
- 1966 - Francisco Blake Mora, Mexicaans politicus (overleden 2011)
- 1966 - Wang Xiaoshuai, Chinees filmregisseur en acteur
- 1967 - Stefano Della Santa, Italiaans wielrenner
- 1967 - Jeroen Latijnhouwers, Nederlands presentator en nieuwslezer
- 1968 - Gabriel Mendoza, Chileens voetballer
- 1968 - Gabrielle Vijverberg, Nederlands atlete
- 1969 - Kim Holland, Nederlands model en actrice
- 1969 - Nancy Kemp-Arendt, Luxemburgs triatlete en zwemster
- 1969 - Jörg Roßkopf, Duits tafeltennisser
- 1970 - Naomi Campbell, Brits model en actrice
- 1970 - Pedro Diniz, Braziliaans autocoureur
- 1970 - Hilde Kuiper, Nederlands presentatrice
- 1972 - Jaouad Gharib, Marokkaans atleet
- 1972 - Konstantin Landa, Russisch schaakgrootmeester (overleden 2022)
- 1973 - Steffen Højer, Deens voetballer
- 1973 - Nikolaj Lie Kaas, Deens acteur
- 1974 - Arseni Jatsenjoek, Oekraïens politicus, econoom en jurist
- 1974 - Sean Gunn, Amerikaans acteur
- 1975 - Salvador Ballesta, Spaans voetballer
- 1975 - Alevtina Ivanova, Russisch atlete
- 1975 - Frantz Kruger, Zuid-Afrikaans-Fins atleet
- 1976 - Daniel Mesotitsch, Oostenrijks biatleet
- 1976 - Betty Owczarek, Belgisch mediafiguur
- 1976 - Christian Vande Velde, Amerikaans wielrenner
- 1977 - Jean-Christophe Péraud, Frans wielrenner
- 1978 - Steve Van Bael, Belgisch stripauteur
- 1979 - Delfine Bafort, Belgisch topmodel en actrice
- 1979 - Maggie Q, Amerikaans actrice en model
- 1980 - Daniel Mobaeck, Zweeds voetballer
- 1981 - Joost Berkvens, Nederlands schaker
- 1981 - Jürgen Melzer, Oostenrijks tennisser
- 1981 - Louis Talpe, Belgisch acteur
- 1982 - Mélissa Drigeard, Frans actrice en scenarioschrijver
- 1982 - Apolo Anton Ohno, Amerikaans shorttracker
- 1982 - Hong Yong-jo, Noord-Koreaans voetballer
- 1983 - Andrew Byrnes, Canadees roeier
- 1983 - Niccolò Galli, Italiaans voetballer (overleden 2001)
- 1983 - Kasper Klostergaard, Deens wielrenner
- 1985 - Tranquillo Barnetta, Zwitsers voetballer
- 1985 - Mauro Boselli, Argentijns voetballer
- 1985 - Rick van den Hurk, Nederlands honkballer
- 1985 - Matthias Rosseeuw, Belgisch atleet
- 1986 - Anders Gløersen, Noors langlaufer
- 1986 - Matt Jarvis, Engels voetballer
- 1986 - Tatjana Volosozjar, Russisch-Oekraïens kunstschaatsster
- 1987 - Novak Đoković, Servisch tennisser
- 1987 - Kyle Gibson, Amerikaans basketballer
- 1987 - Andrew Lauterstein, Australisch zwemmer
- 1987 - Arturo Vidal, Chileens voetballer
- 1989 - Néstor Girolami, Argentijns autocoureur
- 1990 - Diederik Bangma, Nederlands voetballer
- 1990 - Stefan Mitrović, Servisch voetballer
- 1990 - Victor Öhling Norberg, Zweeds freestyleskiër
- 1990 - Anna Raadsveld, Nederlands actrice
- 1990 - Danick Snelder, Nederlands handbalster
- 1990 - Wietse Tanghe, Belgisch acteur
- 1990 - Daniel Zampieri, Italiaans autocoureur
- 1992 - Robin Knoche, Duits voetballer
- 1992 - Shary-An Nivillac, Nederlands zangeres
- 1993 - Yina Moe-Lange, Deens alpineskiester
- 1994 - Miho Takagi, Japans schaatsster
- 1994 - Jesper Tjäder, Zweeds freestyleskiër
- 1994 - Kira Toussaint, Nederlands zwemster
- 1995 - Paul Gerstgraser, Oostenrijks Noordse combinatieskiër
- 1998 - Davide Baldaccini, Italiaans wielrenner
- 1998 - Annouk Boshuizen, Nederlands voetbalster
- 2001 - Isaiah Stewart, Amerikaans basketballer
- 2003 - Christine Mboma, Namibisch atlete
- 2003 - Emma O'Croinin, Canadees zwemster
- 2004 - Lorenzo Conforti, Italiaans wielrenner

## Overleden

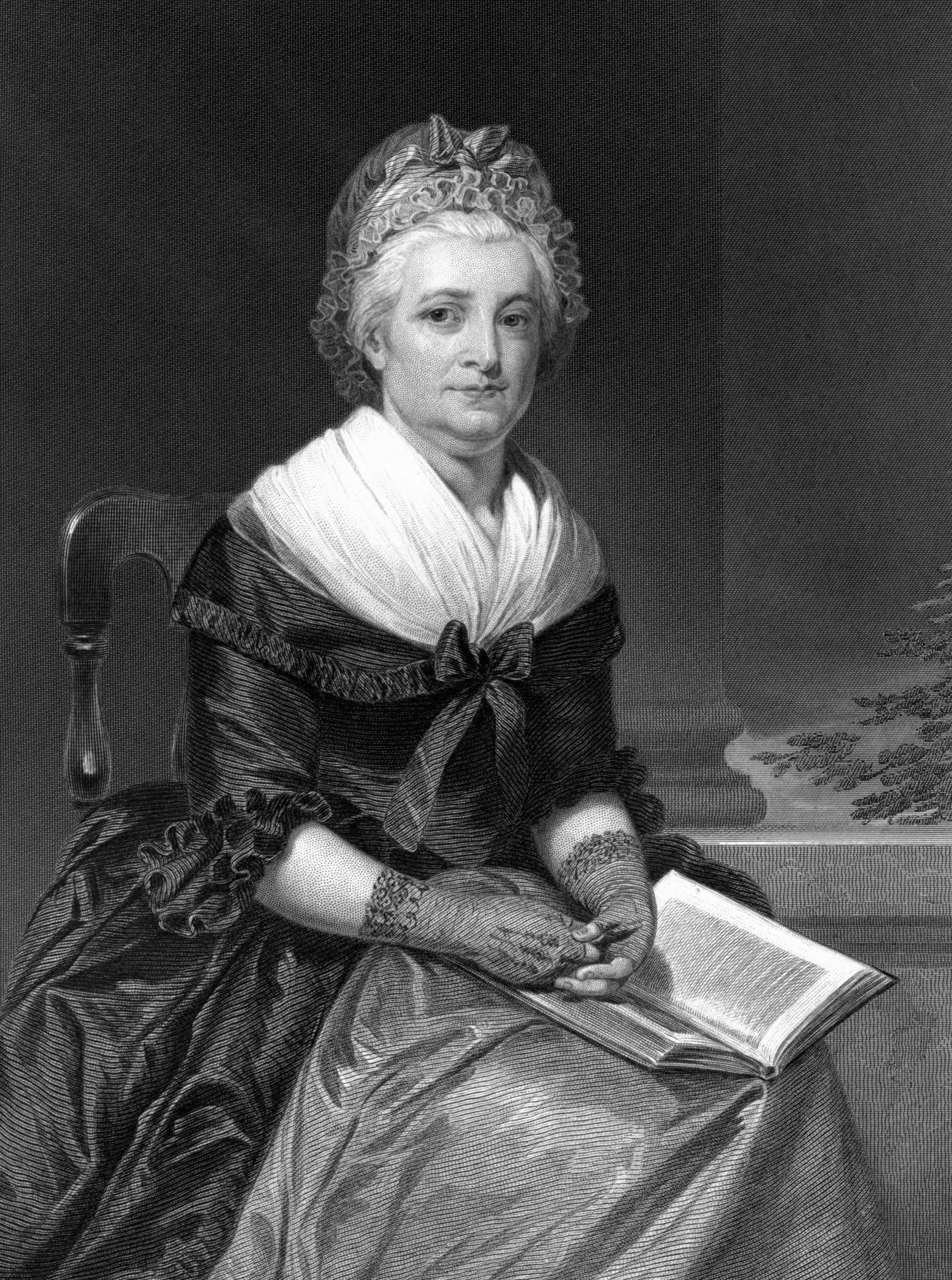
Martha Washington
overleden in 1802

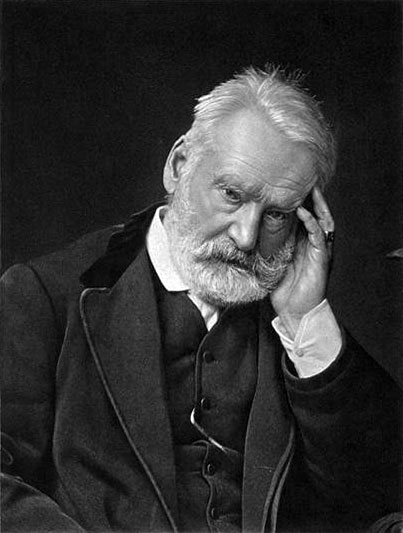
Victor Hugo
overleden in 1885

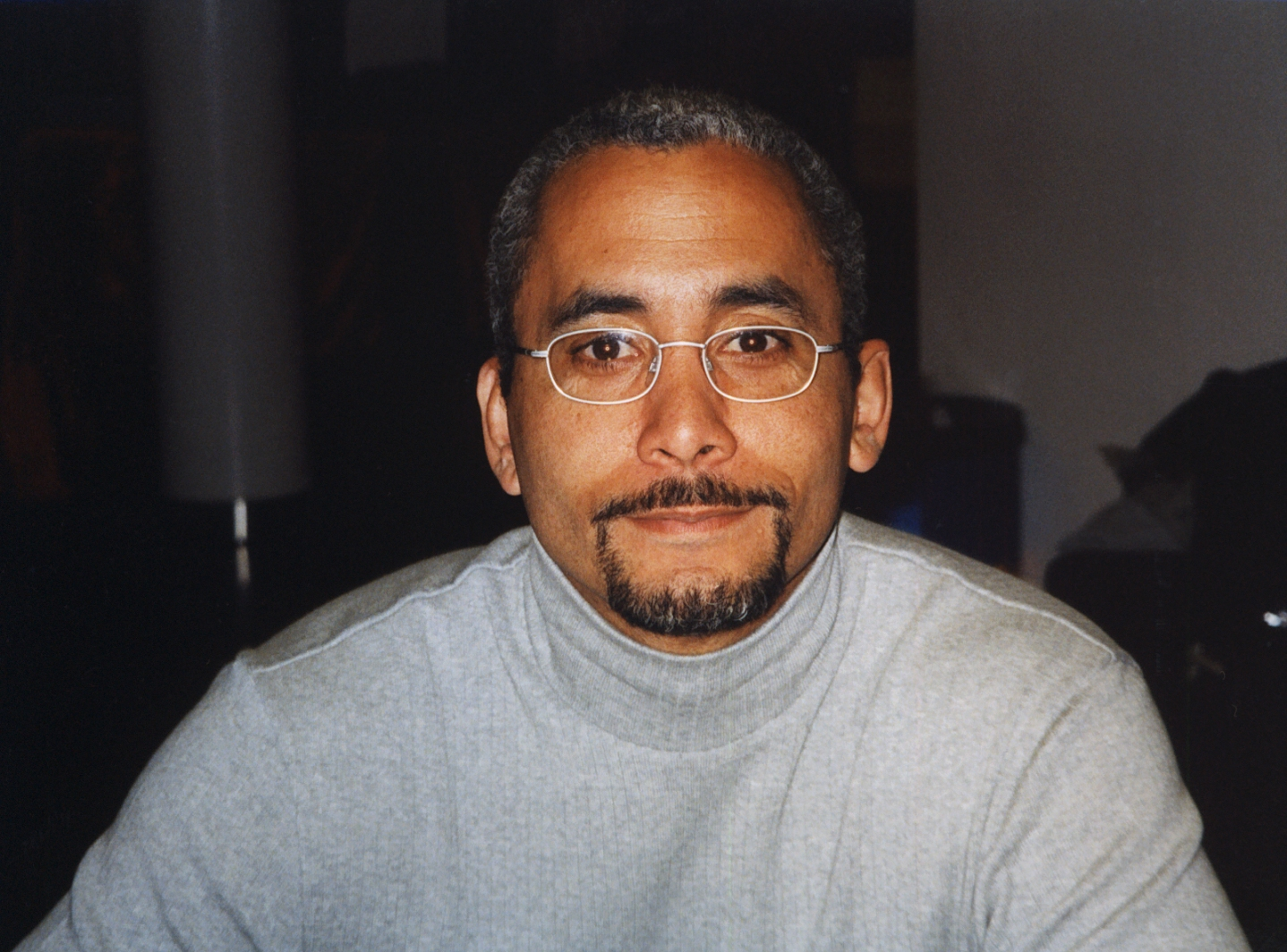
Richard Biggs
overleden in 2004

- 337 - Constantijn de Grote (57?), Romeins keizer
- 455 - Petronius Maximus (57), Romeins keizer
- 1602 - Renata van Lotharingen (58), hertogin van Beieren
- 1638 - Hendrik van den Bergh (65), heer van Stevensweert en markgraaf van Bergen op Zoom, was een Nederlands militair in Spaanse dienst tijdens de Tachtigjarige Oorlog
- 1667 - Paus Alexander VII (67), Italiaans paus
- 1802 - Martha Washington (70), first lady (vrouw van George Washington)
- 1844 - Mary Cassatt (82), Amerikaans kunstschilderes
- 1849 - Maria Edgeworth (82), Iers schrijfster
- 1859 - Ferdinand II (49), koning van de Beide Siciliën
- 1873 - Alessandro Manzoni (88), Italiaans dichter en schrijver
- 1877 - Theodor Lachner (81), Duits organist
- 1885 - Victor Hugo (83), Frans schrijver
- 1898 - Edward Bellamy (48), Amerikaans auteur
- 1905 - Willem Constantijn van Pallandt van Waardenburg (78), Nederlands politicus
- 1936 - Alfred Canning (76), Australische landmeter
- 1939 - Willem de Mérode (52), Gronings schrijver en dichter, pseudoniem van Willem Eduard Keuning
- 1939 - Ernst Toller (45), Duits schrijver
- 1942 - Eugen Freiherr von Lotzbeck (60), Duits ruiter
- 1945 - Jake Atz (65), Amerikaans honkballer
- 1950 - Elzo Free (98), Duits-Nederlands industrieel
- 1958 - Madelon Székely-Lulofs (58), Nederlands schrijfster en journaliste
- 1960 - José Aguirre (56), Baskisch politicus
- 1967 - Langston Hughes (65), Amerikaans dichter en schrijver
- 1972 - Cecil Day-Lewis (68), Iers-Engels dichter, criticus en prozaschrijver
- 1972 - Bernabé Ferreyra (63), Argentijns voetballer
- 1972 - Margaret Rutherford (82), Brits actrice
- 1977 - Gijs van Hall (73), Nederlands verzetsstrijder en politicus
- 1978 - Bernd Eistert (75), Duits chemicus
- 1982 - Cevdet Sunay (83), Turks president
- 1982 - Jan Puimège (26), Belgisch kleinkunstzanger
- 1983 - Albert Claude (83), Belgisch biochemicus en Nobelprijswinnaar
- 1984 - Valeri Voronin (44), Sovjet-voetballer
- 1987 - Roger Desmet (67), Belgisch wielrenner
- 1988 - Giorgio Almirante (73), Italiaans politicus
- 1990 - Rocky Graziano (71), geboren als Thomas Rocco Barbella, Amerikaans bokser
- 1991 - Lino Brocka (52), Filipijns filmregisseur
- 1994 - Mitacq (Michel Tacq) (66), Belgisch striptekenaar
- 1997 - Herman de Coninck (53), Belgisch dichter
- 1997 - Alfred Hershey (88), Amerikaans bacterioloog en geneticus
- 1997 - Leopold Verhagen (88), Nederlands pater en omroepgeestelijke
- 1998 - John Derek (71), Amerikaans acteur
- 2000 - Emiel Janssens (85), Belgisch syndicalist
- 2002 - Alexandru Todea (89), Roemeens kardinaal-aartsbisschop van Fagaras en Alba Julia
- 2004 - Richard Biggs (44), Amerikaans acteur
- 2006 - Lee Jong-wook (61), Zuid-Koreaans medicus en directeur-generaal van de WHO
- 2007 - Jef Planckaert (73), Belgisch wielrenner
- 2008 - Rinus Gosens (88), Nederlands voetballer en voetbaltrainer
- 2009 - Yves Duval (75), Belgisch stripscenarioschrijver en journalist
- 2009 - Sam Maloof (93), Amerikaans meubelontwerper
- 2009 - Louis Toebosch (93), Nederlands componist, muziekpedagoog en organist
- 2010 - Martin Gardner (95), Amerikaans wiskundige en schrijver
- 2011 - Jan Derksen (92), Nederlands wielrenner
- 2011 - Ronald Naar (56), Nederlands bergbeklimmer
- 2012 - Muriel Cerf (61), Frans schrijfster
- 2013 - Henri Dutilleux (97), Frans componist en muziekpedagoog
- 2013 - Brian Greenhoff (60), Brits voetballer
- 2014 - Matthew Cowles (69), Amerikaans acteur
- 2014 - Bé Ruys (96), Nederlands hervormd predikante
- 2015 - Jean-Luc Sassus (52), Frans voetballer
- 2016 - Nick Menza (51), Amerikaans drummer
- 2017 - Joyce Bloem (66), Nederlands kunstenaar
- 2017 - Nicky Hayden (35), Amerikaans motorcoureur
- 2017 - Viktor Koeprejtsjik (67), Wit-Russisch schaker
- 2017 - Niny van Oerle-van der Horst (82), Nederlands politica
- 2017 - Mickey Roker (84), Amerikaans jazzdrummer
- 2018 - Hans van Beinum (92), Nederlands hoogleraar
- 2018 - Philip Roth (85), Amerikaans schrijver
- 2018 - Daniela Samulski (33), Duits zwemster
- 2019 - Rik Kuypers (94), Belgisch filmregisseur
- 2019 - Cees Schrama (82), Nederlands muzikant en producer
- 2020 - Mory Kanté (70), Guinees zanger en muzikant
- 2020 - Miljan Mrdaković (38), Servisch voetballer
- 2021 - Yuan Longping (90), Chinees landbouwwetenschapper en hoogleraar
- 2021 - Francesc Arnau (46), Spaans voetballer
- 2021 - Robert Marchand (109), Frans wielrenner
- 2021 - André Ribeiro (55), Braziliaans autocoureur
- 2022 - Hazel Henderson (89), Brits auteur, futuroloog en economisch iconoclast
- 2022 - Dervla Murphy (90), Iers reisboekenschrijfster
- 2023 - Wim Udenhout (85), Surinaams politicus
- 2024 - Petri Sulonen (60), Fins voetballer
- 2024 - David Wilkie (70), Brits zwemmer
- 2025 -  Buddy Hall (79), Amerikaans poolbiljarter
- 2025 - Guy Klucevsek (78), Amerikaans accordeonist en componist
- 2025 - Alfredo Palacio (86), Ecuadoraans politicus; president (2005-2007)

## Viering/herdenking

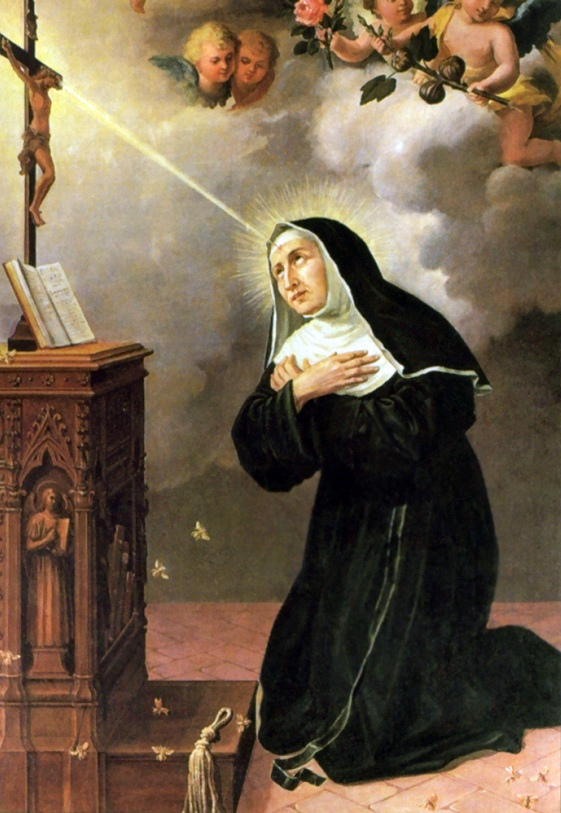
Heilige Rita van Cascia

- Internationale dag voor biodiversiteit
- Jemen: Nationale Dag van Eenheid (1990)
- Martinique: Dag van Abolitionisme
- rooms-Katholieke kalender:
  - Heilige Rita van Cascia († 1457), patrones van hopeloze en onmogelijke zaken - Vrije Gedachtenis
  - Heilige Romanus van Subiaco († c. 550)
  - Heiligen Castus en Emilius († c. 250)
  - Heilige Julia van Corsica († c. 450 of 616/620)
  - Heilige Humilita(s) († 1310)
  - Heilige Atto van Pistoia († c. 1153)
  - Heilige Timotheüs van Rome († c. 362)
  - Zalige Renata van Beieren († c. 1602)

## Weerextremen

### Nederland
| | Officiële records | Officiële records | Officiële records |      | Landelijke records | Landelijke records | Landelijke records             |
| Gebeurtenis | Jaar              | Extreem           | Locatie           | Jaar | Extreem            | Locatie            |                                |
| --- | ----------------- | ----------------- | ----------------- | ---- | ------------------ | ------------------ | ------------------------------ |
| Laagste etmaalgemiddelde temperatuur (°C) | 1955              | 5,6               | De Bilt           |      | 1955               | 5,2                | Maastricht                     |
| Hoogste etmaalgemiddelde temperatuur (°C) | 1922              | 23,4              | De Bilt           |      | 1922               | 25,0               | Maastricht                     |
| Laagste minimumtemperatuur (°C) | 1955              | 0,4               | De Bilt           |      | 1995 2004          | −0,4               | Nieuw Beerta Deelen, Twenthe   |
| Hoogste minimumtemperatuur (°C) | 1922              | 15,2              | De Bilt           |      | 1918               | 16,9               | Vlissingen                     |
| Laagste maximumtemperatuur (°C) | 1928              | 9,8               | De Bilt           |      | 1955               | 8,6                | Leeuwarden                     |
| Hoogste maximumtemperatuur (°C) | 1922              | 32,4              | De Bilt           |      | 1922               | 32,7               | Maastricht                     |
| Hoogste uurgemiddelde windsnelheid (m/s) | 1927, 1932        | 11,8              | De Bilt           |      | 2021               | 20,0               | IJmuiden                       |
| Hoogste windstoot (m/s) | 1966              | 22,1              | De Bilt           |      | 2006 2021          | 26,0               | Houtribdijk, IJmuiden IJmuiden |
| Langste zonneschijnduur (uur) | 1977, 2001        | 14,8              | De Bilt           |      | 1959 1992          | 15,2               | Eelde Nieuw Beerta             |
| Langste neerslagduur (uur) | 2016              | 10,2              | De Bilt           |      | 1985               | 14,9               | Leeuwarden                     |
| Hoogste etmaalsom van de neerslag (mm) | 1928              | 26,6              | De Bilt           |      | 2018               | 49,7               | Maastricht                     |
| Laagste etmaalgemiddelde relatieve vochtigheid (%) | 1919              | 37                | De Bilt           |      | 1922               | 34                 | Maastricht                     |
| Laagste uurwaarde luchtdruk op zeeniveau (hPa) | 1984              | 992,8             | De Bilt           |      | 2021               | 990,9              | Hoorn Terschelling             |
| Hoogste uurwaarde luchtdruk op zeeniveau (hPa) | 1991              | 1034,0            | De Bilt           |      | 1991               | 1035,2             | Vlissingen                     |
| Officiële records worden altijd gemeten op het KNMI-weerstation in De Bilt. Landelijke records kunnen worden gemeten op elk officieel KNMI-weerstation in Nederland. |                   |                   |                   |      |                    |                    |                                |

Uitzonderlijke gebeurtenissen
- 1903 - Eerste officiële zomerse dag van het jaar (maximumtemperatuur ≥ 25 °C in De Bilt)
- 1914 - Eerste officiële zomerse dag van het jaar (maximumtemperatuur ≥ 25 °C in De Bilt)
- 1915 - Eerste officiële zomerse dag van het jaar (maximumtemperatuur ≥ 25 °C in De Bilt)
- 1922 - Eerste officiële tropische dag van het jaar (maximumtemperatuur ≥ 30 °C in De Bilt)
- 2012 - Eerste officiële zomerse dag van het jaar (maximumtemperatuur ≥ 25 °C in De Bilt)
- 2023 - Officieel hoogste etmaalgemiddelde temperatuur in °C van mei dit jaar gemeten in De Bilt: 18,0
- 2023 - Landelijk hoogste etmaalgemiddelde temperatuur in °C van mei dit jaar gemeten in Hupsel: 19,2
- 2023 - Landelijk hoogste minimumtemperatuur in °C van mei dit jaar gemeten in Arcen: 14,4
- 2023 - Officieel hoogste maximumtemperatuur in °C van mei dit jaar gemeten in De Bilt: 24,3
- 2023 - Eerste landelijke zomerse dag van het jaar gemeten in Arcen, Deelen, Hupsel en Twenthe (maximumtemperatuur ≥ 25 °C op een officieel weerstation)

### België
Dagrecords
- 1955 - Laagste etmaalgemiddelde temperatuur 5,9 °C
- 1922 - Hoogste etmaalgemiddelde temperatuur 25,3 °C
- 1955 - Laagste minimumtemperatuur −0,3 °C
- 1922 - Hoogste maximumtemperatuur 32,2 °C
- 1924 - Hoogste etmaalsom van de neerslag 27 mm

Uitzonderlijke gebeurtenissen
- 1905 - Uitzonderlijke situatie: eind mei, en het sneeuwt in Bastogne.
- 1916 - Hagelbuien veroorzaken belangrijke schade in de streek rond Brussel.
- 1955 - De minimumtemperatuur bedraagt –0,3 °C in Ukkel. Dit is de laattijdigste vorst van de eeuw in Ukkel.
- 1971 - Hagelbui die 20 minuten duurt en die op sommige plaatsen een laag ijs van 30 tot 50 cm dik achterlaat in de streek van Tongeren.
- 2002 - Er worden hoge minimumtemperaturen gemeten. In 's Gravenvoeren (Voeren) wordt het 18,3 °C.

<< · 1 · 2 · 3 · 4 · 5 · 6 · 7 · 8 · 9 · 10 · 11 · 12 · 13 · 14 · 15 · 16 · 17 · 18 · 19 · 20 · 21 · 22 · 23 · 24 · 25 · 26 · 27 · 28 · 29 · 30 · 31 · >>